# El corazón de la princesa Osra
El corazón de la princesa Osra es parte de la trilogía de novelas de Anthony Hope ambientada en el país ficticio de Ruritania y que dio lugar al género del romance ruritano . Esta colección de cuentos cortos, vinculados entre sí, es una precuela: se escribió inmediatamente después del éxito de El prisionero de Zenda y se publicó en 1896, pero se desarrolla en la década de 1730, un siglo antes de los eventos relatados en El prisionero y su secuela, Rupert of Hentzau . Las historias tratan sobre la vida amorosa de la princesa Osra, la hermana menor de Rudolf III, el antepasado compartido de Rudolf Rassendyll, el caballero inglés que actúa como un señuelo político en El prisionero de Zenda y Rudolf V de la Casa de Elphberg, el monarca absoluto de ese reino germánico.

La académica literaria Shoshana Milgram Knapp ha observado que las historias de Hope, en este libro, son tanto analíticas como aclamatorias hacia la inspiración del amor romántico: 
 "La belleza física de Osra es una metáfora de la belleza espiritual. Su nombre, la forma femenina de "Osric", no es un invento, pero es lo suficientemente inusual como para sugerir que el personaje es extraordinario, separado de la rutina de la vida. ¿Quién mejor amará a Osra? El que mejor la conoce, y la combina. En Ruritania, el amor es la apreciación de la singularidad de la amada, acompañada por el compromiso de elevarse a lo mejor. Y como Osra no es meramente un premio para ser valorado, sino un ser humano capaz de valorar, ella misma puede aprender lo que aprenden sus pretendientes: que el amor romántico inspira acción extraordinaria. 

"Las nueve historias individuales siguen un patrón. Un hombre conoce a la princesa Osra, e inmediatamente desarrolla una pasión romántica consumidora por esta extraordinaria mujer. En lealtad a su valor, realiza un acto extraordinario de coraje, ingenio o pasión. Él no actúa para ganarse el afecto de la princesa, o para demostrarle su valía. Él realiza su acto, en la mayoría de los casos, sin esperar que Osra reconozca su hecho, mucho menos que lo reconozca o lo recompense. Tarde o temprano, de hecho, Osra reconoce y reconoce el acto; sin embargo, ella no merece el amor que la inspiró ".  
El corazón de la princesa Osra no es tan memorable como los otros dos componentes de la trilogía, pero expande y profundiza el mundo ficticio creado por Hope. La narrativa puede parecer sentimental e insustancial al lector moderno, pero es de un estilo común en la literatura victoriana.
Este volumen cubre algunos de los antecedentes históricos de Ruritania, y brinda información adicional que puede ayudar al disfrute de las dos novelas completas. Por ejemplo, el papel de Albert von Lauengram en la conspiración de Black Michael se ilumina cuando uno se entera de que era descendiente del hermano menor de Rudolf III. Una referencia pasajera a la quema del Palacio Blanco en 1848, y así la conclusión de que hubo una Revolución de 1848 en Ruritania, como en otras partes de Europa, destaca las divisiones sociales y políticas descritas en las otras obras.